# موسیقی و هوش مصنوعی
این موضوع که تحقیقات مربوط به هوش مصنوعی در تشخیص های پزشکی ،معاملات بورس ،کنترل ربات ها و چندین زمینه ی دیگر تاثیر گذار بوده است امری شناخته شده است.شاید کمک هوش مصنوعی به موسیقی از محبوبیت کمتری برخوردار باشد.با این وجود، مدتهاست که هوش مصنوعی و موسیقی (AIM) در چندین کنفرانس و کارگاه از جمله کنفرانس بین‌المللی موسیقی رایانه ای، کنفرانس جامعه محاسبات و کنفرانس مشترک بین‌المللی هوش مصنوعی موضوعی مشترک بوده اند. در واقع، اولین کنفرانس بین‌المللی موسیقی رایانه، ICMC1974 بودکه در دانشگاه ایالتی میشیگان، لانسینگ شرقی، ایالات متحده ،به وقوع پیوست. تحقیقات فعلی شامل کاربرد هوش مصنوعی در ترکیب موسیقی، اجرا ،تئوری و پردازش دیجیتال صدا است.
از گذشته تا کنون برنامه های نرم‌افزار موسیقی بسیاری توسعه یافته اند که از هوش مصنوعی برای تولید موسیقی استفاده می کنند. همانند کاربردهایش در زمینه های دیگر،هوش مصنوعی در این موقعیت هم کار های ذهنی را شبیه سازی می کند.